# Epinephelus aeneus
La cernia bianca (Epinephelus aeneus (Geoffroy Saint-Hilaire, 1809)), conosciuta commercialmente solo come cernia, è un pesce di mare della famiglia Serranidae.

## Descrizione
Presenta un corpo molto allungato ed ha due o tre tipiche linee a raggiera di colore bianco acceso dietro l'occhio. Ha una livrea con fasce scure alternate con altre chiare. Il contrasto tra chiaro e scuro è spesso tenue negli adulti (che possono anche essere "monocromatici") mentre è vivissimo nei giovani.

## Biologia
Simili a quelle delle altre cernie.

## Distribuzione e habitat
È distribuita in tutto il settore orientale dell'oceano Atlantico, dalle coste del Portogallo e della Spagna sino alle coste dell'Africa occidentale, includendo le isole del golfo di Guinea. È presente anche nel Mediterraneo ma non vi è comune; viene talvolta avvistata lungo le coste siciliane, calabresi e sarde.
Il suo habitat, contrariamente a quello delle altre cernie, è nei fondi mobili, soprattutto nelle praterie di Posidonia oceanica, da 20 a 200 m di profondità.